# Melissodes manipularis
Melissodes manipularis är en biart som beskrevs av Smith 1854. Melissodes manipularis ingår i släktet Melissodes och familjen långtungebin. Inga underarter finns listade i Catalogue of Life.